# WACKY PACKAGES
『WACKY PACKAGES』（ワッキー・パッケージズ）は、カーネーションのライブ・アルバム。1994年11月21日に日本コロムビアから発売。2009年12月9日に、Deluxe Editionとしてボーナスディスクと2枚組で再発売。
『EDO RIVER』発表前、1994年1月と4月に渋谷クラブクアトロで行なわれたライブ音源を収録。『天国と地獄』までのアルバムから満遍なく選曲された、ある種のベストライヴ的性格を持つ。収録曲のうち「かわいそうなペリカン」は『天国と地獄』制作時にデモのみが存在していた未発表曲で、デモのテイクは1998年に『天国と地獄』再発盤のボーナストラックとして発表された。
メンバー以外の参加ミュージシャンは、ムーグに大野由美子(Buffalo Daughter)、サックスにロベルト小山（ザ・スリル）、バイオリンに美尾洋乃。
アルバムタイトルは、1960年代からアメリカで売られているステッカー付きのガムの名前に由来する。当時、サニーデイ・サービスの担当ディレクターであった渡邊文武が、子供時代にこのステッカーを収集していたという話から、タイトル及びジャケットのコンセプトが決まっていった。ジャケットのデザインは渡邊所有のステッカーの一枚を、カーネーションの元ドラマーの徳永雅之が直枝に似せて模写したもの。

## 収録曲

### Disc1
1. オートバイ
2. 頭の中の傷
3. パーキング・メーター
4. かわいそうなペリカン
5. ジョンとメリー
6. トロッコ
7. The End of Summer
8. ごきげんいかが工場長
9. 夜の煙突
10. Gong Show

### Disc2
Deluxe Edition
1. Edo River（SHIBUYA CLUB QUATTRO 1995.6.22）
2. ファームの太陽（SHIBUYA CLUB QUATTRO 1995.6.22）
3. 世界の果てまでつれてってよ（SHINSAIBASHI CLUB QUATTRO 1995.10.20）
4. 摩天楼に雪が降る（SHINSAIBASHI CLUB QUATTRO 1995.10.20）
5. 未来の恋人たち（NAGOYA CLUB QUATTRO 1995.10.19）
6. グレイト・ノスタルジア（SHINJUKU NISSIN POWER STATION 1996.2.17）
7. コズミック・シーのランチ・タイム（SHINSAIBASHI CLUB QUATTRO 1996.10.20）
8. 市民プール（SHINSAIBASHI CLUB QUATTRO 1996.10.20）
9. 1/2のミッドサマー 〜100人のガール・フレンド（SHINSAIBASHI CLUB QUATTRO 1996.10.20）
10. Rocket Of Love（SHINSAIBASHI CLUB QUATTRO 1996.10.20）
11. サイケなココロ（SHINJUKU LUMINE HALL ACT 1997.2.27）
12. Speed Skate Sightseeing（SHINJUKU LUMINE HALL ACT 1995.8.31）
13. ダイナマイト・ボイン（SHINJUKU LUMINE HALL ACT 1995.8.31）
14. It's a Beautiful Day（SHINJUKU LUMINE HALL ACT 1995.8.31）